# Jan Belle
Jan Belle (werkzaam omstreeks 1545 - 1566) was een componist uit de Franco-Vlaamse School van polyfonisten.
In 1546-47 was Belle magister duodenorum aan de Heilig-Kruiskerk in Luik.
De toen te Maastricht gevestigde uitgever en drukker Jacob Baethen publiceerde in 1552 zijn vermoedelijk eerste muziekuitgave en die was Jan Belles Musices encomion, een muziektheoretisch werk.
Mogelijk was Belle tussen 1563-1566 zangmeester aan de Onze-Lieve-Vrouwekerk in Sint-Truiden.
Zes vierstemmige liederen op Nederlandse tekst werden in 1572 gepubliceerd bij de Antwerpse drukker Peeter Phalesius’ in diens bloemlezing van Nederlandse liederen, het Duijtsch musijck boeck. Deze liederen zijn:
1. Fluer van alle vrouwen soet
2. Ick en can mij niet bedwinghen (in een druk van Jacob Baethen uit 1554 op naam van Joannes Zacheus gezet)
3. Int groen, int groen, met u alderliefste
4. Laet ons nu al verblijden in desen soeten tijt
5. O amoureusich mondeken root
6. O doloreux herte met druck beladich

- Gemeinsame Normdatei: 104342447
- International Standard Name Identifier: 0000 0000 0284 6940
- Library of Congress Control Number: no93007992
- MusicBrainz: dcbb1eb4-3937-4a0f-9077-d93d512d2a96
- Nederlandse Thesaurus van Auteursnamen: 310928990
- Virtual International Authority File: 10281492
- WorldCat: E39PBJmTmcRR4DVh8qqW7khGpP